# Massacre de Pijiguiti
La massacre de Pijiguiti és considerada una de les primeres fites en el despertar nacionalista a Cap Verd i Guinea Bissau. El 3 d'agost de 1959 el Partit Africà per la Independència de Guinea i Cap Verd, fundat en 1956 per Amílcar Cabral i que fins aleshores s'havia mostrat inactiu, va instar una vaga d'estibadors del Port de Bissau al moll de Pijiguiti (Bissau). La policia política del règim (PIDE) va suprimir la vaga, obrint foc contra els treballadors manifestats, matant a més de 50 persones. Les autoritats van acusar al PAIGC de fomentar el descontentament entre els treballadors i els seguidors del partit va haver de buscar noves estratègies de llarg abast per a la consecució dels seus objectius.
El setembre del 1959 Cabral i diversos membres del PAIGC es van reunir a Bissau i van decidir que la protesta no violenta a la ciutat no provocaria el canvi. Van arribar a la conclusió que l'única esperança per aconseguir la independència seria a través de la lluita armada. Aquest va ser el punt inicial de 13 anys lluita armada (1961-1974) a la Guinea portuguesa que va enfrontar a 10.000 guerrillers del PAIGC amb suport del bloc soviètic amb 35.000 soldats portuguesos i tropes africanes, el que finalment conduiria a la independència de Cap Verd i tota Àfrica portuguesa després de la revolució dels clavells de 1974 a Lisboa.